# Federalnaja Sluschba Ochrany
Der Federalnaja Sluschba Ochrany Rossijskoi Federazii (FSO, russisch Федеральная служба охраны Российской Федерации ‚Föderaler Dienst für Bewachung der Russischen Föderation‘) ist ein russischer Schutzdienst, dessen Hauptaufgabe die Sicherheit hochrangiger Staatsbeamter ist und den präsidialen Sicherheitsdienst (SBP) – und damit den Schutz des russischen Präsidenten – einschließt.

## Geschichte
Ab Dezember 1993 wurde mit dem Glawnoje Uprawlenije Ochrany (GUO) ein eigener besonderer Sicherheitsdienst zum Schutz des damaligen russischen Präsidenten Boris Jelzin, des Ministerpräsidenten und der Regierungsmitglieder aus dem KGB-Personal aufgestellt. Geführt wurde dieser von General Alexander Korschakow, einem engen Vertrauten Jelzins, dessen Schutz er auch im KGB seit 1985 übernahm. Am 27. Mai 1996 wurde durch das Gesetz „Über den Staatsschutz“ der GUO in den FSO umgewandelt. Gemäß Artikel 7 des Gesetzes darf „der Präsident der Russischen Föderation während seiner Amtszeit nicht auf den staatlichen Schutz verzichten“.
Im Oktober 2022 floh vor dem Hintergrund des russischen Angriffs auf die Ukraine erstmals in der Geschichte ein Offizier des FSO ins Ausland und berichtete in einem Interview ausführlich von seiner Flucht, über seine Arbeit beim FSO und zur Lebensweise des russischen Präsidenten Wladimir Putin.

## Aufgaben
Die gegenwärtige Struktur und die Aufgaben des FSO sind in einem Gesetz vom 27. Mai 1996 festgeschrieben. Neben dem Personenschutz der Staatsspitze kann dieser auf Anweisung auch geheimdienstliche Aktivitäten zur Abwehr und Aufklärung übernehmen. Auch das Kremlregiment ist dem FSO unterstellt. Daneben unterhält der Dienst eine Abteilung zur soziologischen Erforschung der Stimmung der russischen Bevölkerung. Es wird berichtet, dass der FSO für den sicheren Transport des Atomkoffers des russischen Präsidenten verantwortlich ist, mit dem der Einsatz von Atomwaffen genehmigt wird.

## Präsidialer Sicherheitsdienst

Emblem des präsidialen Sicherheitsdienstes

Der präsidiale Sicherheitsdienst (SBP, russisch Служба безопасности президента России ‚Sicherheitsdienst des Präsidenten der Russischen Föderation‘) ist eine föderale Regierungsbehörde, die mit den Aufgaben des Schutzes des russischen Präsidenten und des russischen Premierministers und ihrer jeweiligen Familien und Residenzen betraut ist. Sie wurde im November 1993 von Boris Jelzin gegründet. Laut einer Veröffentlichung in der westlichen Presse hatte die Agentur im Jahr 2007 rund 2.500 Mitarbeiter.